# Tambourissa thouvenotii
Tambourissa thouvenotii är en tvåhjärtbladig växtart som beskrevs av Paul Auguste Danguy. Tambourissa thouvenotii ingår i släktet Tambourissa och familjen Monimiaceae. Inga underarter finns listade i Catalogue of Life.